# Kounicové
Kounicové (též Kaunicové či Kaunitzové) byli šlechtický rod pocházející z rozrodu Stošů, kteří měli svůj původ ve Slezsku. Teprve v 16. století se Kounicové zařadili mezi významné pozemkové vlastníky na jižní Moravě, v roce 1509 získali panství Slavkov u Brna, které zůstalo jejich hlavním sídlem přes 400 let. V 17. století se rod rozdělil na moravskou a českou větev, v roce 1642 byl Kounicům udělen hraběcí titul. 
Z moravské větve vzešla během 17.–19. století v několika generacích řada významných osobností habsburské monarchie. Nejslavnějším členem rodu se stal Václav Antonín (1711–1794), který po několika zahraničních misích zastával téměř čtyřicet let důležitou funkci rakouského státního kancléře (1753–1792) a patřil k osobnostem celoevropského významu. V roce 1764 byl povýšen na knížete a dokončil přestavbu zámku ve Slavkově do podoby reprezentativní barokní rezidence. Dědictvím získali moravští Kounicové další majetek na Moravě a v západních Čechách (Jaroměřice nad Rokytnou, Bečov nad Teplou), vlastnili také statky na území říše. Moravská větev vymřela v roce 1848, její majetek jen částečně přešel na potomstvo české větve, která do té doby vlastnila statky v severních a středních Čechách. V závěru existence české větve vynikla vlastenecky založená hraběnka Eleonora Kounicová (1809–1898). Pokračovatelem vlasteneckých aktivit byl její nejmladší syn Václav z Kounic (1848–1913). Jeho mecenášské sklony připomínají v Brně názvy Kounicův palác (dnes rektorát Masarykovy univerzity) a Kounicovy koleje. Během 17.–20. století patřilo Kounicům v obou liniích také několik paláců v Praze, Brně a Vídni. Rod Kouniců vymřel v roce 1919.

## Historie

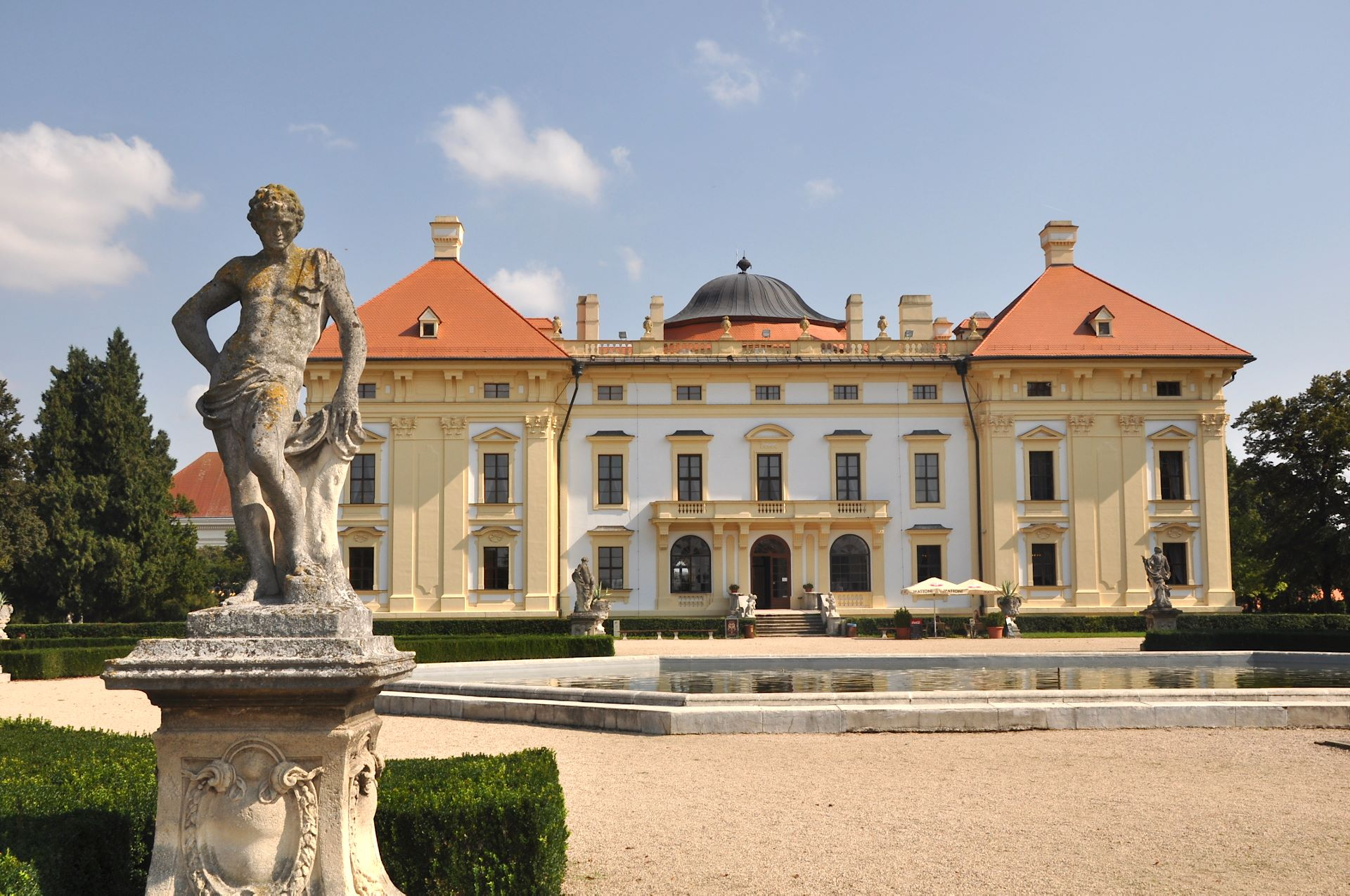
Zámek Slavkov, hlavní rodové sídlo v 16.–20. století

V roce 1451 začal prvně používat predikát z Kounic(Kúnic) Oldřich II. Štos z Branic pocházející z rodu Stošů. Jeho potomky byli Jan Šiška z Kounic a z Dřevohostic a jeho bratr Oldřich III. Šiška z Kounic. Z důvodu shody erbu (leknín) byli dřívějšími genealogy propojeni s moravskými šlechtickým rodem pánů z Půlína, kteří v 80. letech 12. století založili klášter Rosa Coeli v Dolních Kounicích a byli neoprávněně pojmenování z Kounic. V roce 1480 jim nebyl uznám panský stav, přestože již od 13. století používali slezští Stošové titulu comes(latinský hrabě). Stěžejním datem v historii Kouniců je rok 1509, kdy Oldřich III. z Kounic (1460–1516) zakoupil slavkovské panství včetně blízkých vesnic (Heršpice, Hodějice a Němčany). Oldřich III. z Kounic měl syny Jana, Václava, Petra a Oldřicha IV. Jeho potomci byli poté roku 1532 povýšeni do panského stavu. Dalším významným představitelem rodu byl Oldřich V. z Kounic (1569–1617), který studoval v Itálii a působil jako komoří krále Matyáše Habsburského. K rodovému dědictví získal navíc Rousínov, Uherský Brod a další statky. Nechal postavit renesanční zámek ve Slavkově a stál také u vzniku slavkovské budovy radnice. Jako tolerantní protestant poskytl na slavkovském panství útočiště vyznavačům různých pronásledovaných náboženství. Oldřichovi starší synové z prvního manželství Karel (†1631) a Bedřich (†1649) stáli během stavovského povstání na straně českých stavů. Bedřich byl členem moravského zemského direktoria, které se kvůli nedostatku jiných prostor scházelo v jeho brněnském paláci. Karel a Bedřich byli po porážce povstání odsouzeni k trestu smrti, cestou milosti byli pouze vypovězeni ze země. Jejich majetek byl zkonfiskován, částečně ale zůstal zachován pro nezletilé příbuzné, kteří přestoupili na katolickou víru a byli vychováni pod patronátem kardinála Ditrichštejna.

## Moravská větev

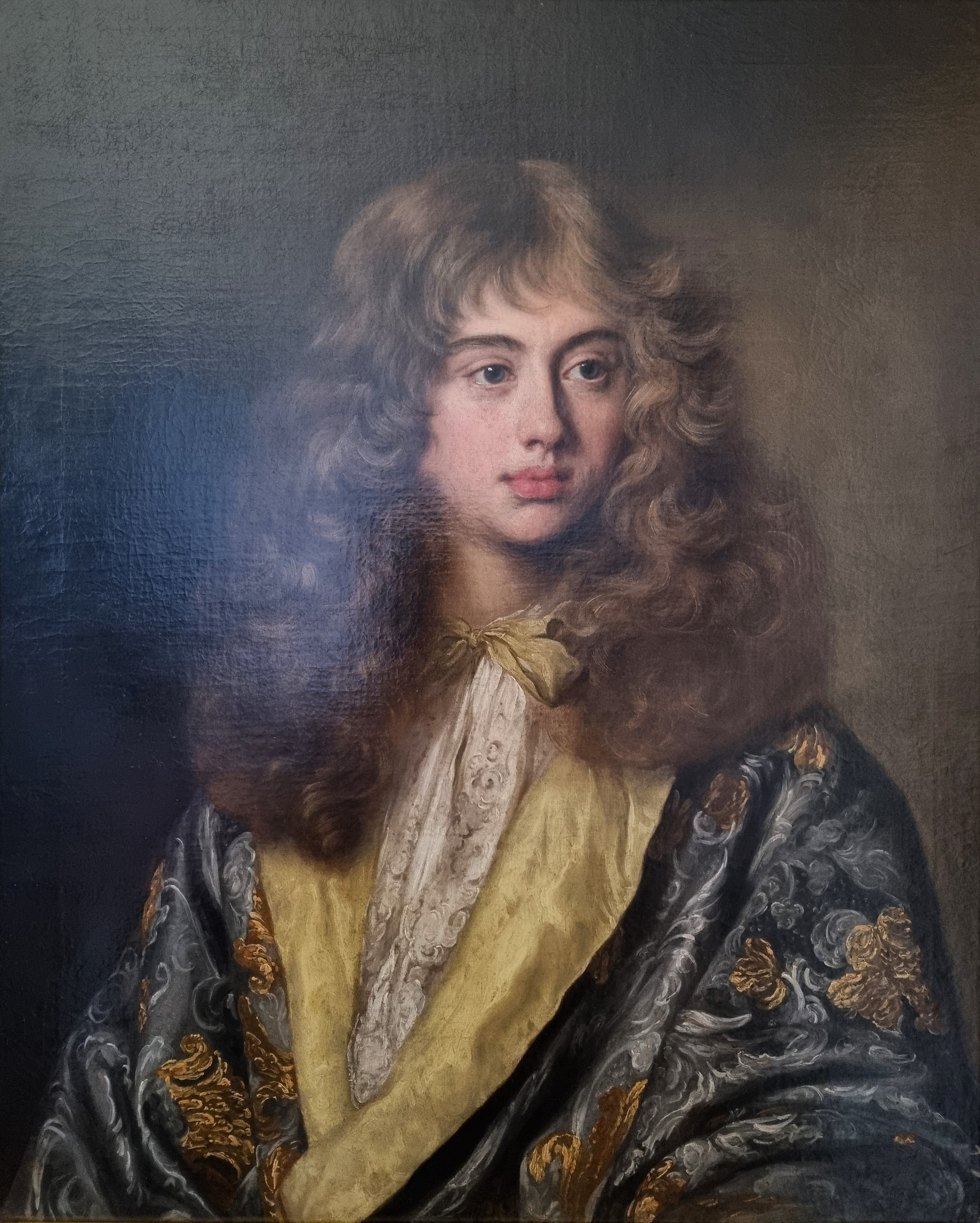
Portrét mladého Dominika Ondřeje z Kounic (1654–1705) pořízený během jeho kavalírské cesty ve Francii

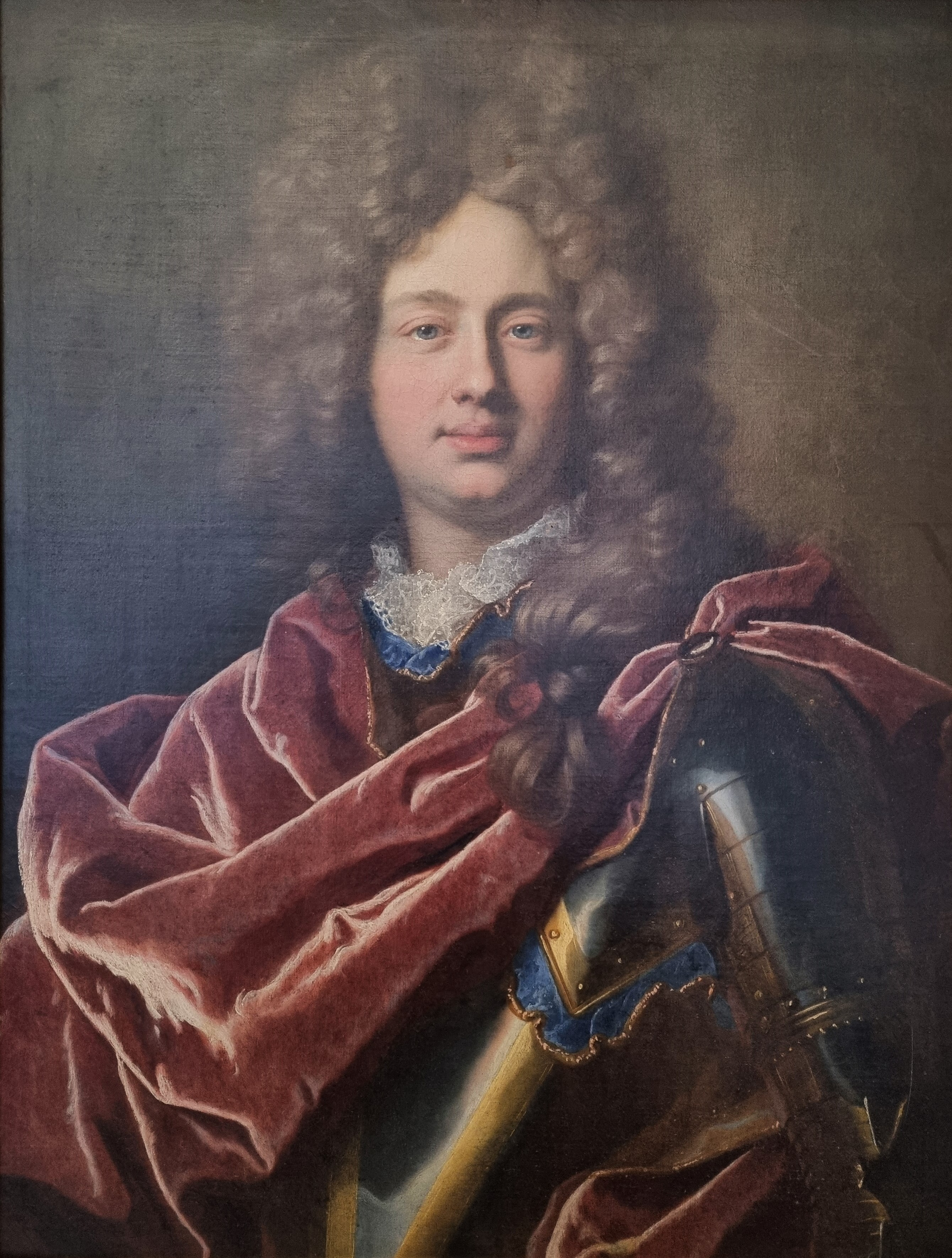
Moravský zemský hejtman Maxmilián Oldřich z Kounic (1679–1746)

Na počátku moravské větve stál Lev Vilém z Kounic (1614–1655), nejmladší syn Oldřicha II. z jeho druhého manželství, který byl po porážce stavovského povstání vychován pod dohledem kardinála Františka z Ditrichštejna. Bylo mu vráceno zkonfiskované panství Slavkova, po smrti staršího bratra Maxmiliána v roce 1632 obhájil nárok i na Uherský Brod. Později byl povýšen do českého hraběcího stavu (1642). Svůj vzestup stvrdil sňatkem s kardinálovou neteří Marií Eleonorou z Ditrichštejna (1623–1687) a nakonec v letech 1652–1655 zastával na Moravě funkci nejvyššího sudího. Pokračovatelem moravské větve byl jediný syn Dominik Ondřej I. z Kounic (1654–1705), který zužitkoval příbuzenské vazby na rod Ditrichštejnů prosadil se jako diplomat. V roce 1683 dosáhl potvrzení hraběcího titulu pro celou říši a v roce 1687 obdržel Řád zlatého rouna (toto prestižní ocenění získali poté v několika generacích další čtyři Kounicové). Nakonec se stal říšským vicekancléřem (1696–1705). Rodový majetek na Moravě rozšířil několika nákupy (Křižanov 1685, Strážnice 1702), nejvýznamnější akvizicí byl zisk Uherského Brodu zakoupeného v roce 1689 od Serényiů. Uherský Brod až do 20. století patřil k největším velkostatkům ve vlastnictví Kouniců, hlavním sídlem ale zůstal Slavkov. Kromě toho Dominik Ondřej vlastnil palác ve Vídni (dnes Lichtenštejnský palác), který začal stavět v roce 1691, ale již o několik let později jej prodal Lichtenštejnům. Autorem projektu vídeňského paláce byl Domenico Martinelli, který byl Kounicovým osobním přítelem a vychovatelem v jeho rodině. Martinelli koncem 17. století zahájil také přestavbu slavovského zámku na honosnou barokní rezidenci, která však byla dokončena až o půlstoletí později.
Dominik Ondřej měl dva syny. Starší František Karel (1676–1717) se za odstupné 100 000 zlatých vzdal nároků na dědictví a oddal se církevní dráze, nakonec byl biskupem v Lublani (1711–1717). Pokračovatelem rodu byl mladší syn Maxmilián Oldřich (1679–1746), který se stejně jako otec uplatnil v diplomacii habsburské monarchie a nakonec byl dlouholetým zemským hejtmanem na Moravě (1720–1746). Byl též rytířem Řádu zlatého rouna (1744) a patřil k mecenášům umění. Ze zděděného majetku odprodal Strážnici (1716) a Křižanov (1727). Později využil finanční hotovost zděděnou po starším bratrovi k nákupu panství Luka nad Jihlavou (1736). Vedle statků na Moravě vlastnil palác v Laxenburgu, který prodal v roce 1722 Leopoldu Šlikovi. Maxmilián Oldřich pokračoval v přestavbě slavkovského zámku (o jeho dokončení se ale začal zajímat až poté, co se stal moravským zemským hejtmanem), později byl iniciátorem vzniku zámku v Lukách nad Jihlavou (1739–1746). Podle projektu již zemřelého Martinelliho nechal postavit kostel Neposkvrněného početí Panny Marie v Uherském Brodě (1717–1733). Maxmiliánovou manželkou se v roce 1699 stala hraběnka Marie Františka z Rietbergu (1687–1758), která byla univerzální dědičkou říšského svobodného hrabství Rietberg ve Vestfálsku. Na základě sňatku přijal Maxmilián Oldřich v roce 1699 jméno Kaunitz-Rietberg, majetek v říši patřil jeho potomkům do 19. století. 

### Kníže Václav Antonín z Kounic

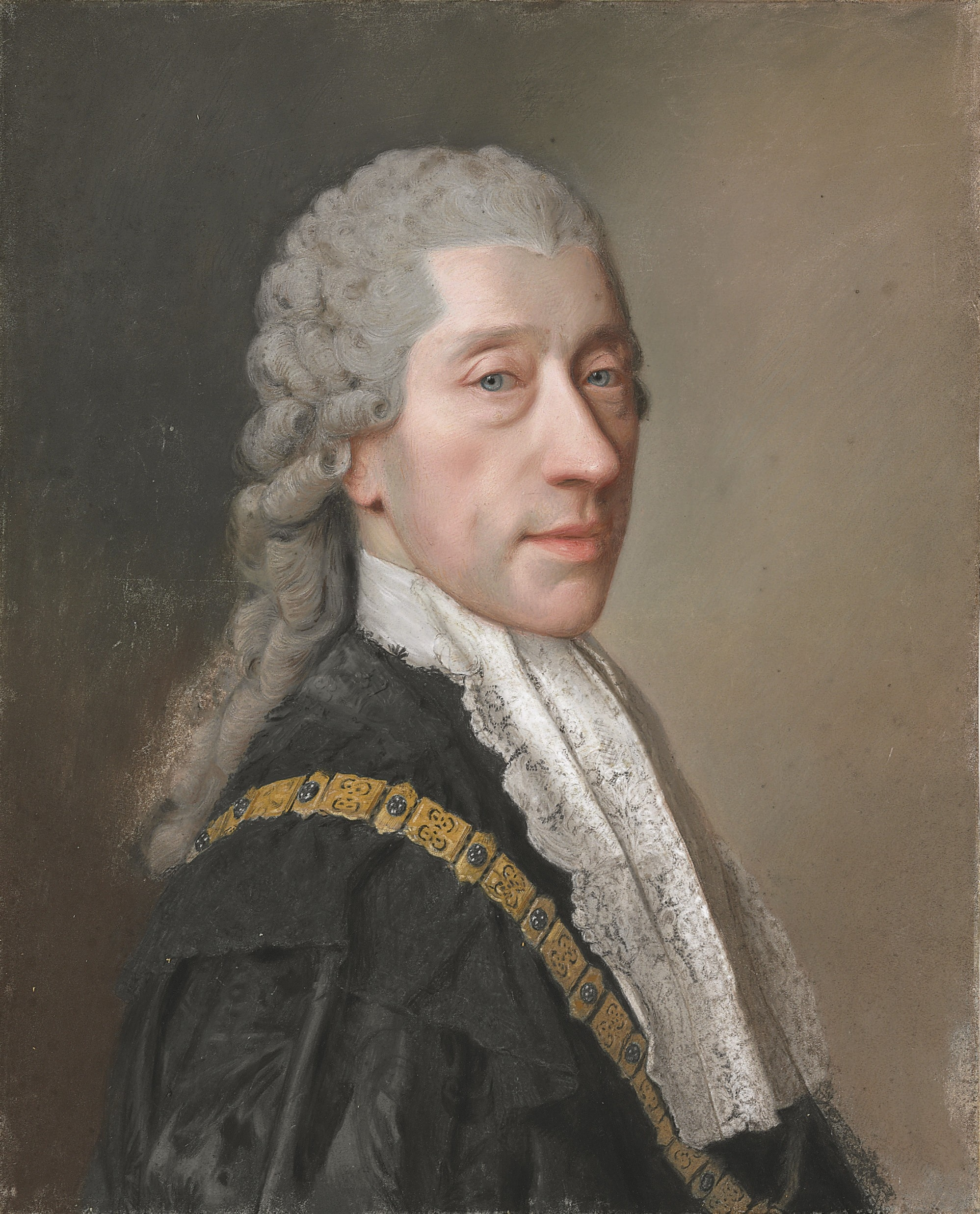
Portrét státního kancléře Václava Antonína z Kounic-Rietbergu s dekorací Řádu zlatého rouna (1762)

Nejvýznamnější osobností rodu Kouniců a přední postavou celoevropských dějin 18. století se stal kníže Václav Antonín z Kounic-Rietbergu (1711–1794), který se jako jediný z početného potomstva Maxmiliána Oldřicha dožil dospělého věku. Původně byl předurčen pro církevní dráhu, ale nakonec se stal diplomatem. Uplatnil se již v závěru války o rakouské dědictví, později proslul jako vyslanec ve Francii (1750–1753). Byl iniciátorem revoluce v mezinárodních diplomatických vztazích a prosadil alianci s Francií, která byla do té doby dlouholetým rivalem habsburské monarchie. Po návratu z Paříže byl jmenován rakouským státním kancléřem (1753) a za vlády Marie Terezie byl předním strůjcem zahraniční i domácí politiky habsburského soustátí. Podporoval tereziánské reformy a jako diplomat vyjednal sňatek Marie Antoinetty s Ludvíkem XVI. Funkci státního kancléře si udržel i za Josefa II. a Leopolda II., i když jeho vliv v té době již mírně poklesl. Již v roce 1749 byl jmenován rytířem Řádu zlatého rouna, v roce 1764 získal říšský knížecí titul, který mu byl v roce 1776 potvrzen i pro České království. Funkci státního kancléře opustil až v roce 1792, kdy ji převzal o generaci mladší Jan Filip Cobenzl. 
Jako dědic otcova majetku dokončil přestavbu zámku ve Slavkově, kde později nechal postavit také klasicistní kostel Vzkříšení Páně. Jménem svého nezletilého syna Dominika Ondřeje II. převzal v roce 1752 dědictví spřízněného rodu Questenbergů (Jaroměřice nad Rokytnou, Bečov nad Teplou), které také v rámci možností příležitostně spravoval a v Bečově nad Teplou dokončil stavbu barokního zámku. Z otcovského dědictví prodal v roce 1769 panství Luka nad Jihlavou. Jako významný státník sídlil převážně ve Vídni, kde od roku 1753 vlastnil palác ve čtvrti Mariahilf (prodaný později Esterházyům). Proslul také jako mecenáš věd a umění. Jako vzdělaný aristokrat pobývající řadu let v různých evropských zemích patřil také k předním osobnostem moravského osvícenství.

### Potomstvo Václava Antonína a vymření moravské větve

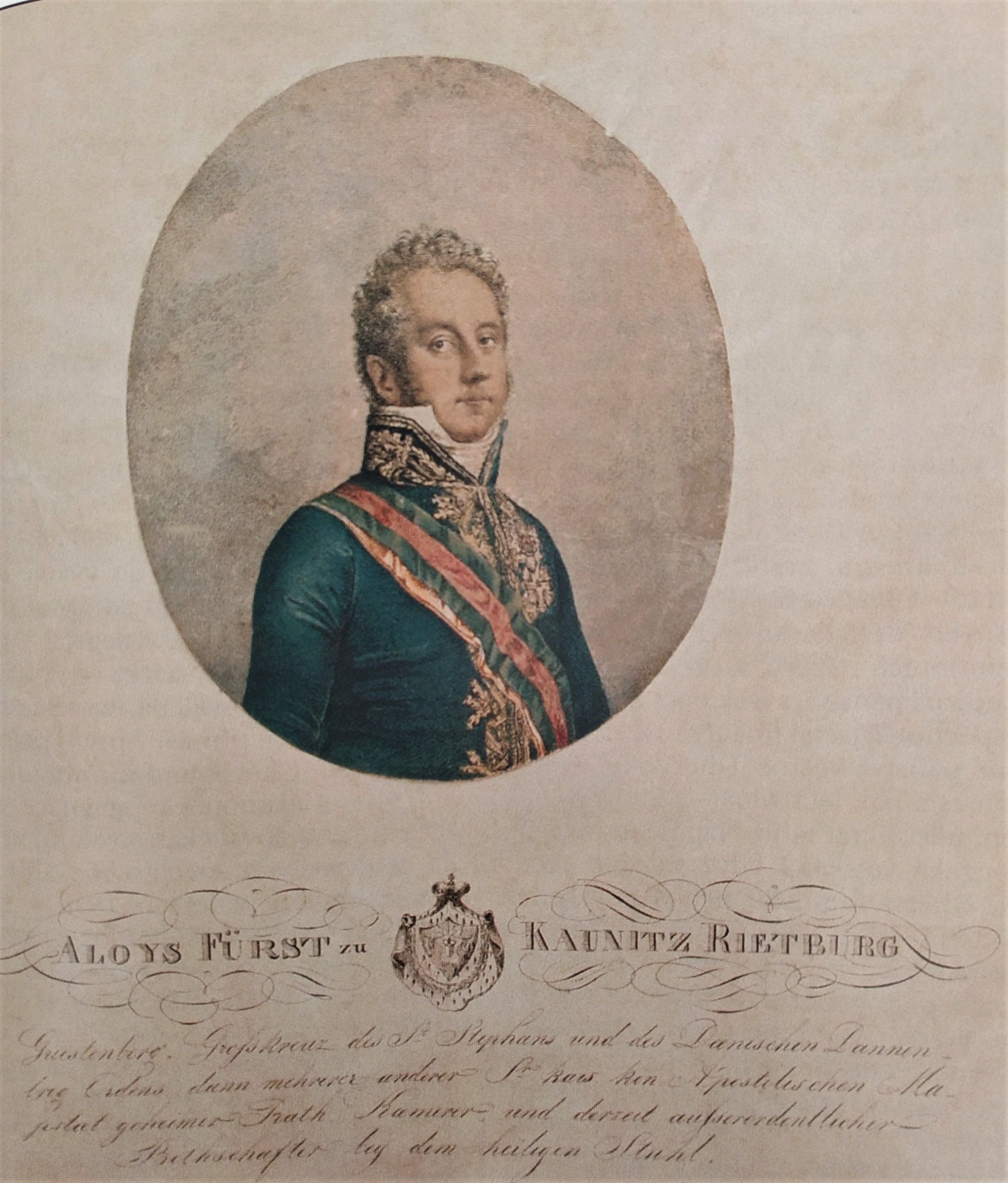
Kníže Alois Václav z Kounic (1774–1848) jako rakouský velvyslanec ve Vatikánu (1818)

Dlouholeté vlivné postavení Václava Antonína Kounice se promítlo i do kariéry jeho synů, čtyři z nich dosáhli vysokých funkcí ve státní správě, diplomacii, armádě i u dvora. Nejstarší syn Arnošt Kryštof (1737–1797) působil nejprve v diplomacii, později byl moravským zemským hejtmanem (1770–1772) a nakonec nejvyšším maršálkem císařského dvora (1789–1797). V roce 1795 nechal pod kaplí sv. Jana Křtitele ve Slavkově u Brna zřídit rodovou hrobku. Jeho jediná dcera Marie Eleonora (1775–1825) se provdala za pozdějšího významného státníka a dlouholetého rakouského kancléře, knížete Klemense Václava z Metternichu. 
Další syn Václava Antonína Dominik Ondřej II. (1740–1812) díky otcově přičinění našel uplatnění taktéž v diplomacii a v letech 1774–1779 byl velvyslancem ve Španělsku. Stejně jako starší bratr nakonec zakotvil u dvora a v letech 1807–1812 byl císařským nejvyšším štolbou. Již jako dítě zdědil v roce 1752 statky spřízněného rodu Questenbergů (Jaroměřice nad Rokytnou na Moravě a Bečov nad Teplou v západních Čechách). Na základě majestátu z roku 1761 užíval jméno Kaunitz-Rietberg-Questenberg. V Jaroměřicích pobýval každý rok několik týdnů, později po starším bratrovi zdědil navíc stěžejní rodový majetek Slavkov a Uherský Brod (1797). František Václav (1742–1825), čtvrtý syn Václava Antonína, sloužil v armádě a také v jeho rychlém služebním postupu se odrážel otcův vliv, protože již ve třiceti letech byl generálem. Svou kariéru završil za napoleonských válek v hodnosti polního zbrojmistra jako zemský velitel na Moravě (1805–1806). Nejmladší syn Václava Antonína Josef Klement (1743–1785) byl diplomatem, zastával funkce vyslance v Rusku (1777–1779) a ve Španělsku (1780–1784), kde také předčasně zemřel. 
Ačkoliv měl kníže Václav Antonín početné mužské potomstvo, moravská větev nakonec vymřela již v polovině 19. století. Posledním potomkem byl kníže Alois Václav (1774–1848), jediný syn Dominika Ondřeje II. Také ten byl diplomatem, během napoleonských válek byl vyslancem v Kodani a Neapoli, po Vídeňském kongresu se uplatnil ještě jako velvyslanec v Madridu a Vatikánu. Od mládí vedl značně rozmařilý život, nákladná byla i diplomatická služba, takže po převzetí dědictví začal odprodávat části statků. V roce 1813 prodal za téměř půl miliónu zlatých panství Bečov nad Teplou, o rok později se zbavil části uherskobrodského panství (Nezdenice) a poté ztratil i palác ve Vídni. Zemřel v Paříži jako poslední potomek moravské větve Kouniců v listopadu 1848. O dědictví moravských statků vedly dlouholetý soudní spor Aloisovy dcery s dvěma generacemi příslušníků české větve Kouniců. Albrecht z Kounic z české větve nakonec v roce 1862 obhájil nárok na Slavkov a Uherský Brod, zatímco Jaroměřice nad Rokytnou převzaly postupně Aloisovy dcery Karolína (1801–1875), provdaná Starhembergová, a Leopoldina (1803–1888), provdaná Pálffyová. Po Leopoldině úmrtí pokračoval soudní spor o Jaroměřice mezi nárokovateli z rodiny Pálffyů a Rudolfem Kristiánem Bruntálským z Vrbna (1864–1927), který své nároky odvozoval od sňatku pradědečka Rudolfa Jana Bruntálského z Vrbna s Marií Terezií Kounicovou. Rozhodnutím soudu převzal Rudolf Kristián z Vrbna v roce 1897 Jaroměřice nad Rokytnou a o rok později požádal o rozšířeného svého příjmení o jméno Kouniců (Wrbna-Kaunitz-Rietberg-Questenberg). V této podobě užívali jméno i jeho potomci, definitivně jméno Kouniců zaniklo vymřením Bruntálských z Vrbna v roce 1976. 

## Česká větev

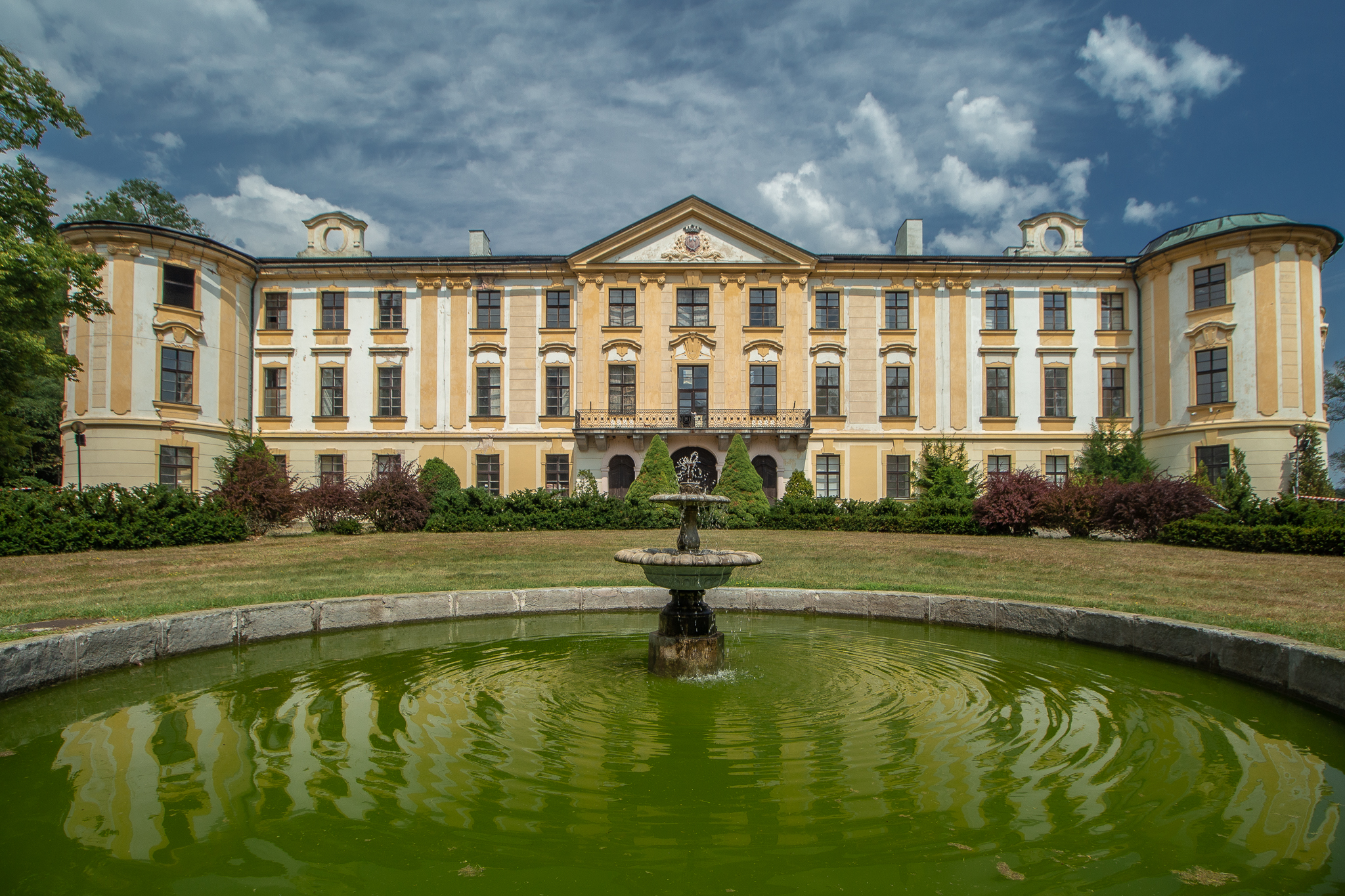
Nový zámek, hlavní sídlo české větve Kouniců v 17.–20. století

Českou větev založil Rudolf z Kounic (1617–1664), syn Bedřicha z Kounic a synovec Lva Viléma. Spolu s ním vyrůstal ve Slavkově a byl vychován pod dohledem kardinála Ditrichštejna. V roce 1642 obdržel hraběcí titul a v roce 1645 se oženil s outsiderkou české šlechtické společnosti, Marií Alžbětou z Valdštejna (1625–1662), jedinou dcerou zavražděného Albrechta z Valdštejna. Ta byla po matce dědičkou panství Nový zámek a Česká Lípa, jediných statků zachráněných z obrovského Valdštejnova majetku propadlého v roce 1634 konfiskaci. Rudolf v roce 1649 koupil panství Velké Meziříčí, kde se chtěl usadit, ale hlavním rodovým sídlem se stal Nový zámek. Rudolf nakonec v letech 1659–1664 zastával funkci nejvyššího lovčího Českého království. Po Rudolfově smrti zdědili jeho majetek tři nezletilí synové Arnošt František (1646–1680), Ferdinand Ignác (1655–1687) a Jan Vilém (1656–1721). Z nich Ferdinand Ignác prodal v roce 1676 Velké Meziříčí a o rok později koupil Osov na Berounsku. 
Po předčasném úmrtí starších bezdětných bratrů převzal všechen majetek české větve nejmladší Jan Vilém (1656–1721). Ten upravoval novozámeckou rezidenci, na svých panstvích zaváděl ovocnářství a chmelařství, zakládal nové hospodářské dvory a ovčíny. Současně se potýkal s tíživou finanční situací a zvýšený útlak poddaných vyústil v selské bouře v roce 1680, kdy byl Arnošt František v podstatě jako rukojmí na svém sídle uvězněn. Jan Vilém v roce 1700 koupil panství Houska a poté prodal Osov, protože ale noví majitelé Valdštejnové nesplatili předepsanou sumu, osovské panství se vrátilo Kounicům. Ze synů Jana Viléma mladší Jan Adolf (1695–1771) nechal v letech 1728–1737 postavit zámek v Osově a v roce 1751 přikoupil ještě panství Březno u Mladé Boleslavi, kde nechal opravit vyhořelý zámek. V roce 1762 koupil palác v Praze, který nechal přestavět jeho syn a dědic Michael Josef (1745–1820). Ten byl radou apelačního soudu a k rozšíření majetku přispěl drobnými akvizicemi. Z další generace proslul Vincenc Karel (1774–1829), c. k. tajný rada a komoří, který byl ctitelem přírodních věd a na svých sídlech hostil slavné učence. Zasloužil se také o poslední stavební úpravy Nového zámku a drobnými stavbami doplnil zámecký park. Pro občasný pobyt rodiny nechal adaptovat také hrad Houska.

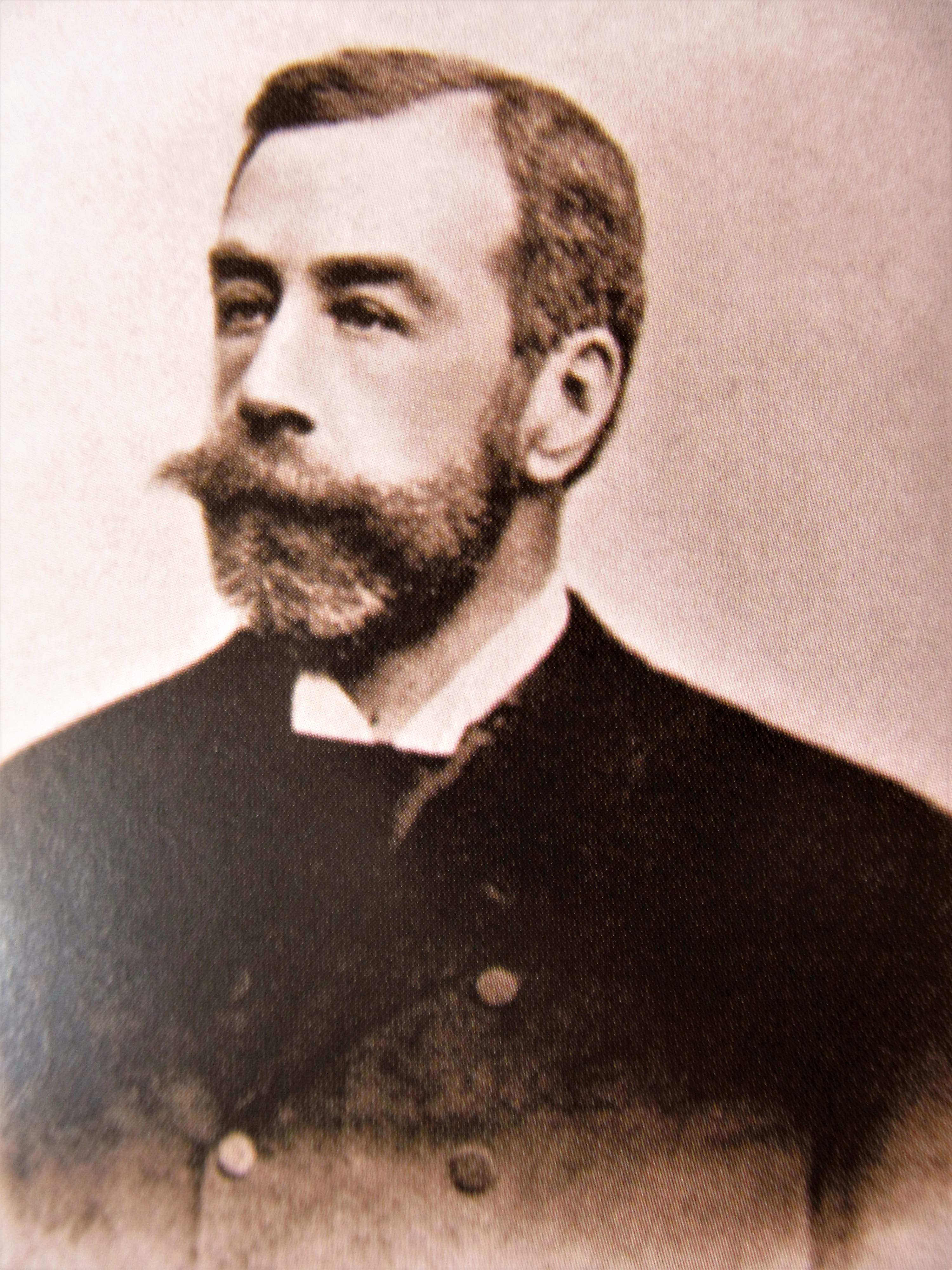
Hrabě Albrecht z Kounic (1829–1897), politik a dědic majetku vymřelé moravské větve

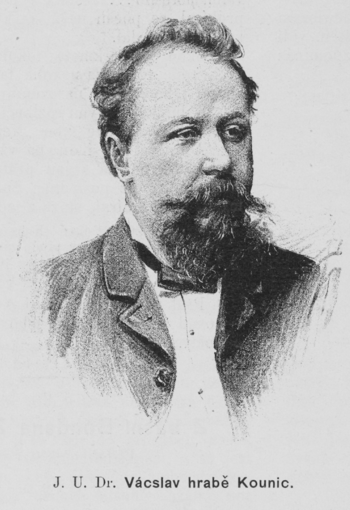
Český vlastenec hrabě Václav Robert z Kounic (1848–1913)

Vincencovým nástupcem byl nejstarší z jeho čtyř synů Michael Karel (1803–1852), c. k. komoří. Jeho manželkou byla Eleonora, rozená Voračická z Paběnic (1809–1898), která patřila v 19. století k významným osobnostem českých emancipačních snah, a to jak v politické rovině, tak i v podpoře feministického hnutí. Michael Karel se po roce 1848 pustil do vleklého soudního sporu o majetek vymřelé moravské větve. Vycházel z rodinné smlouvy z 18. století, která stanovila, že v případě vymření jedné větve přejde majetek na druhou. Dcery posledního knížete z moravské větve Aloise Václava se ale nechtěly vzdát svých nároků a došlo k soudnímu sporu, který trval čtrnáct let. Až v roce 1862 převzal Michaelův syn Albrecht (1829–1897) moravské velkostatky Slavkov a Uherský Brod. Díky vlastnictví statků v Čechách a na Moravě byl postupně poslancem českého i moravského zemského sněmu, jako držitel fideikomisu byl již od roku 1861 zároveň členem rakouské Panské sněmovny. Rodový majetek rozšířil v roce 1861 přikoupením paláce na Novém Městě v Praze, označovaném dnes jako Kounický palác. Albrecht z Kounic měl dva syny, kteří však zemřeli předčasně, dědicem majetku na Moravě se stal nejmladší bratr Václav. Statky v Čechách (Nový zámek, Houska) zdědila Albrechtova dcera Marie (1855–1918), provdaná za prince Egona Hohenlohe. Ta v roce 1904 požádala pro své syny o rozšíření příjmení do podoby Hohenlohe-Waldenburg-Schillingsfürst-Kaunitz, tato aliance však zanikla již v první generaci potomstva.
Nejvýznamnější osobností české větve se stal nejmladší syn Michaela Karla a Eleonory, rozené Voračické, Václav Robert (1848–1913). Vlivem matky byl Václav vychován v ryze českém duchu a později patřil k předním osobnostem politického a společenského života Českého království přelomu 19. a 20. století. Své postavení v české společnosti stvrdil Václav sňatkem s herečkou Josefínou Čermákovou, která byla švagrovou Antonína Dvořáka. Antonín Dvořák později často pobýval na Václavově venkovském sídle ve Vysoké u Příbrami. V roce 1897 zdědil Václav po bratru Albrechtovi statky na Moravě, kde se také usadil a nakonec zemřel v Uherském Brodě. Brněnským studentům věnoval v roce 1908 svůj palác v Brně (dnes sídlo rektorátu Masarykovy univerzity), založil také nadaci pro výstavbu kolejí, které vznikly až později za první republiky (Kounicovy koleje). Václavovým nástupcem na moravských velkostatcích byl bratr Eugen (1841–1919), který zemřel bez potomstva ve Vídni 8. září 1919 jako poslední potomek rodu Kouniců. Na velkostatky Slavkov a Uherský Brod poté vznesli nárok Pálffyové, kteří tak učinili již předtím v případě Jaroměřic nad Rokytnou. Statek Prakšice u Uherského Brodu zdědila Josefína, rozená Horová (1881–1961), druhá manželka Václava z Kounic a vlastnila jej až do roku 1948.   

## Galerie

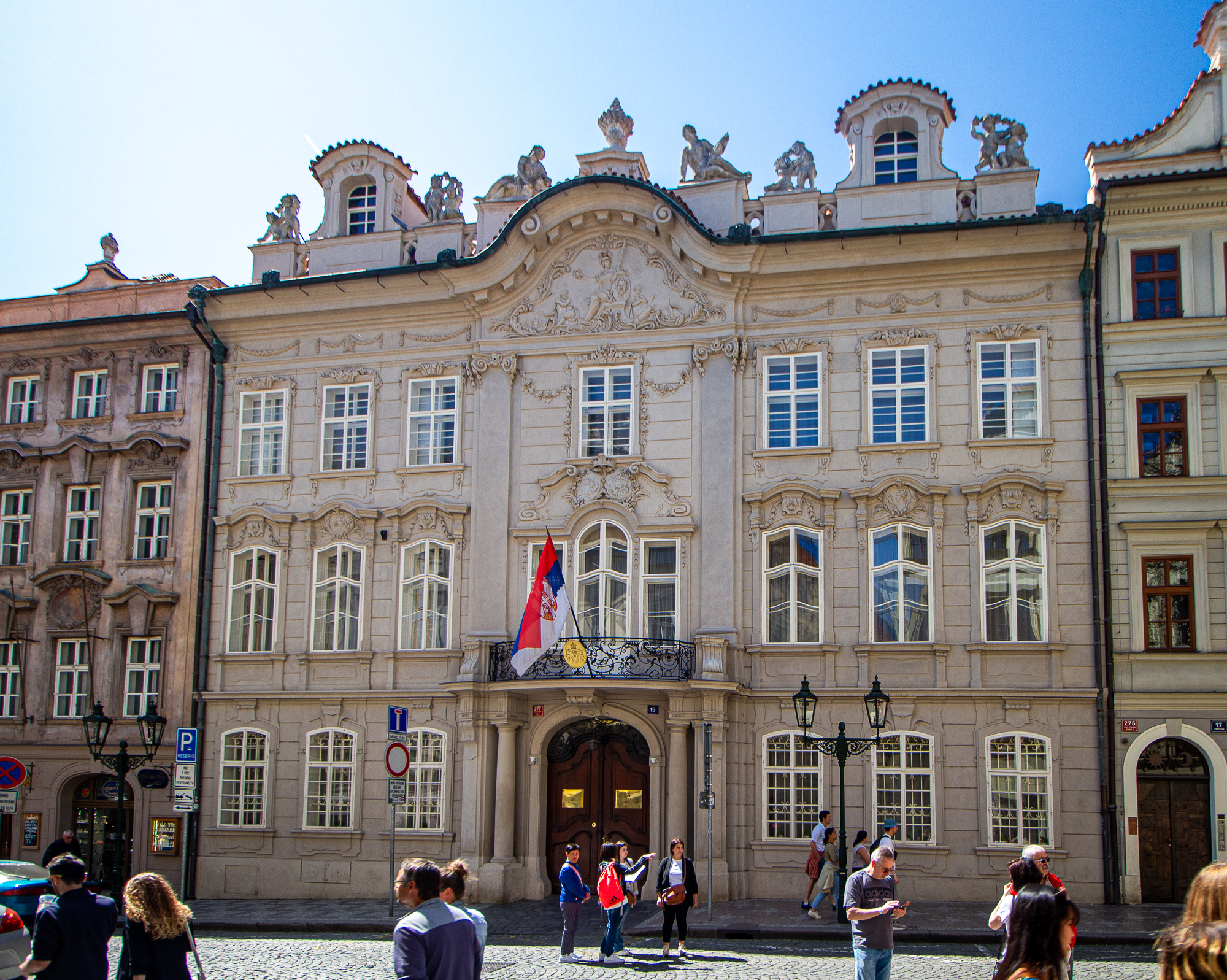
Kounický palác v Praze, dnes sídlo velvyslanectví Srbska
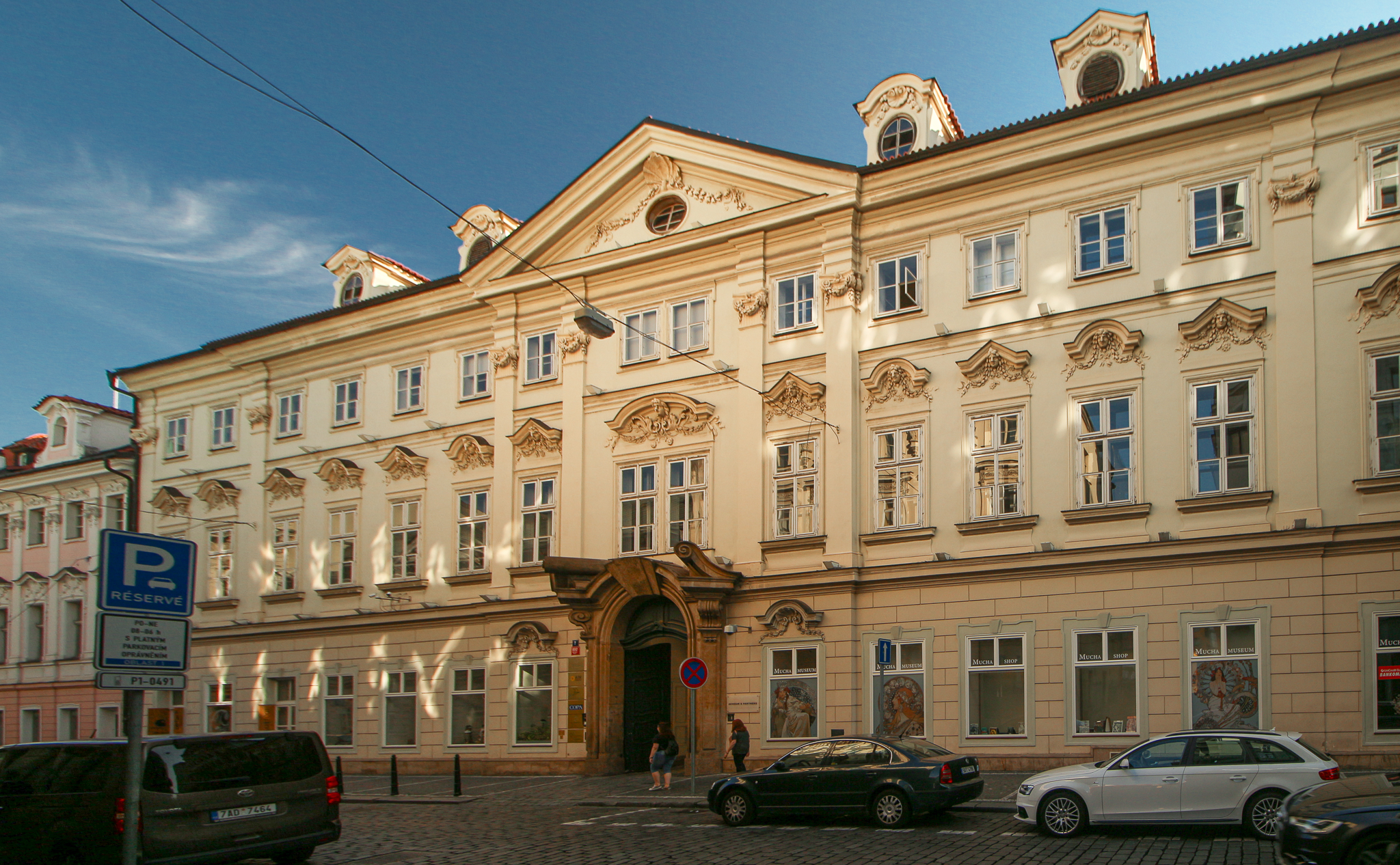
Kounický palác v Panské ulici na Novém Městě v Praze
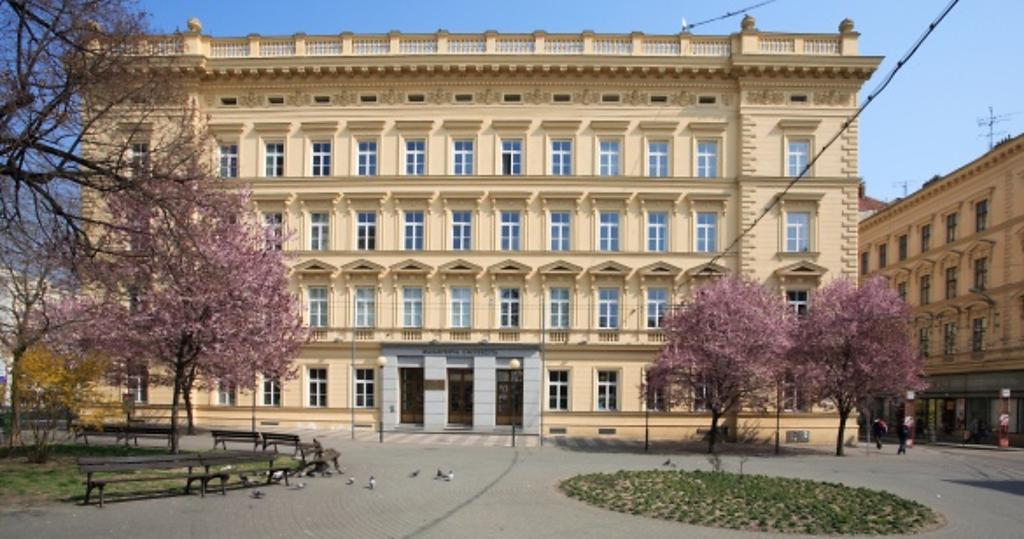
Rektorát Masarykovy univerzity v Brně, bývalý Kounicův palác
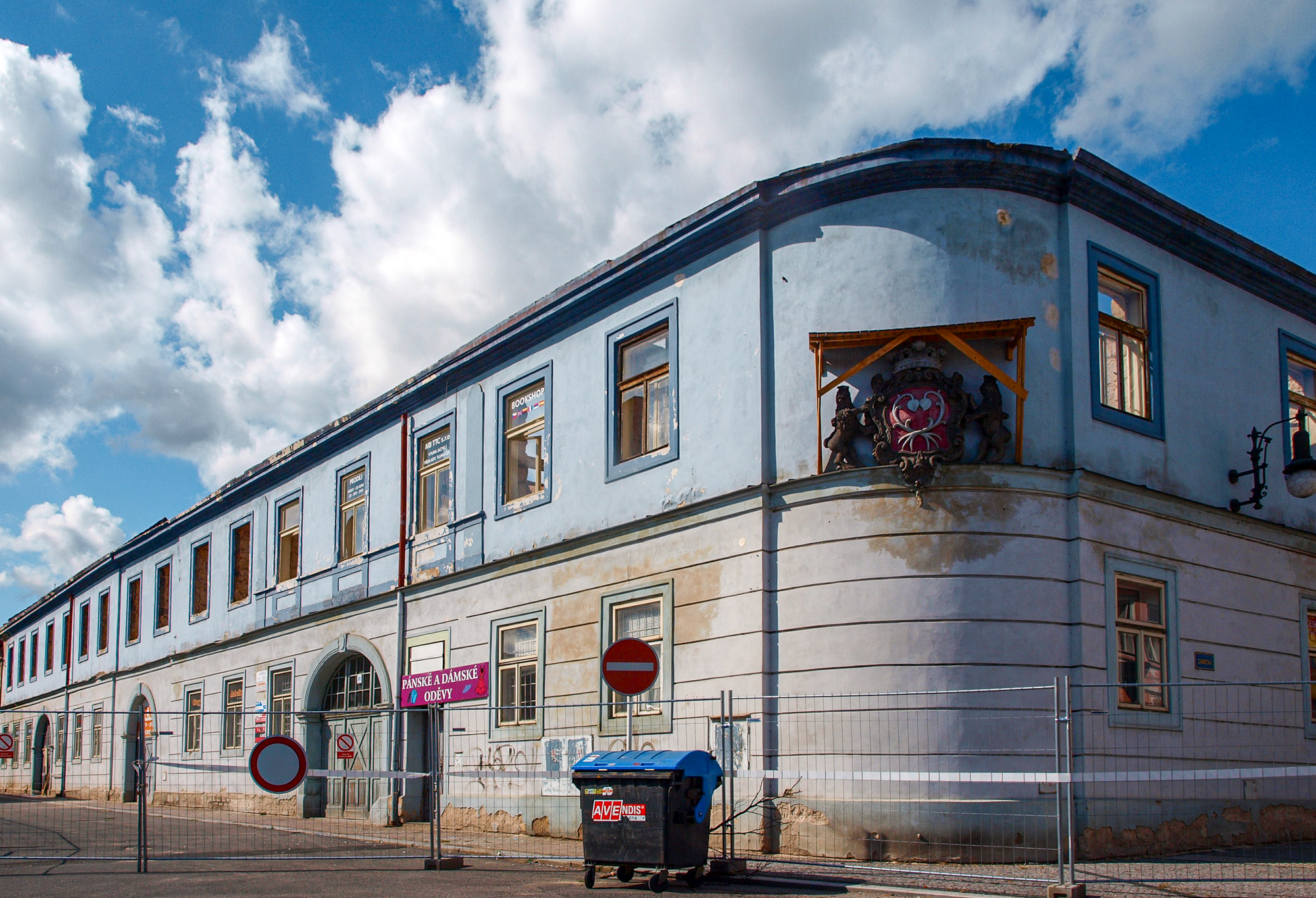
Kounicův dům v České Lípě
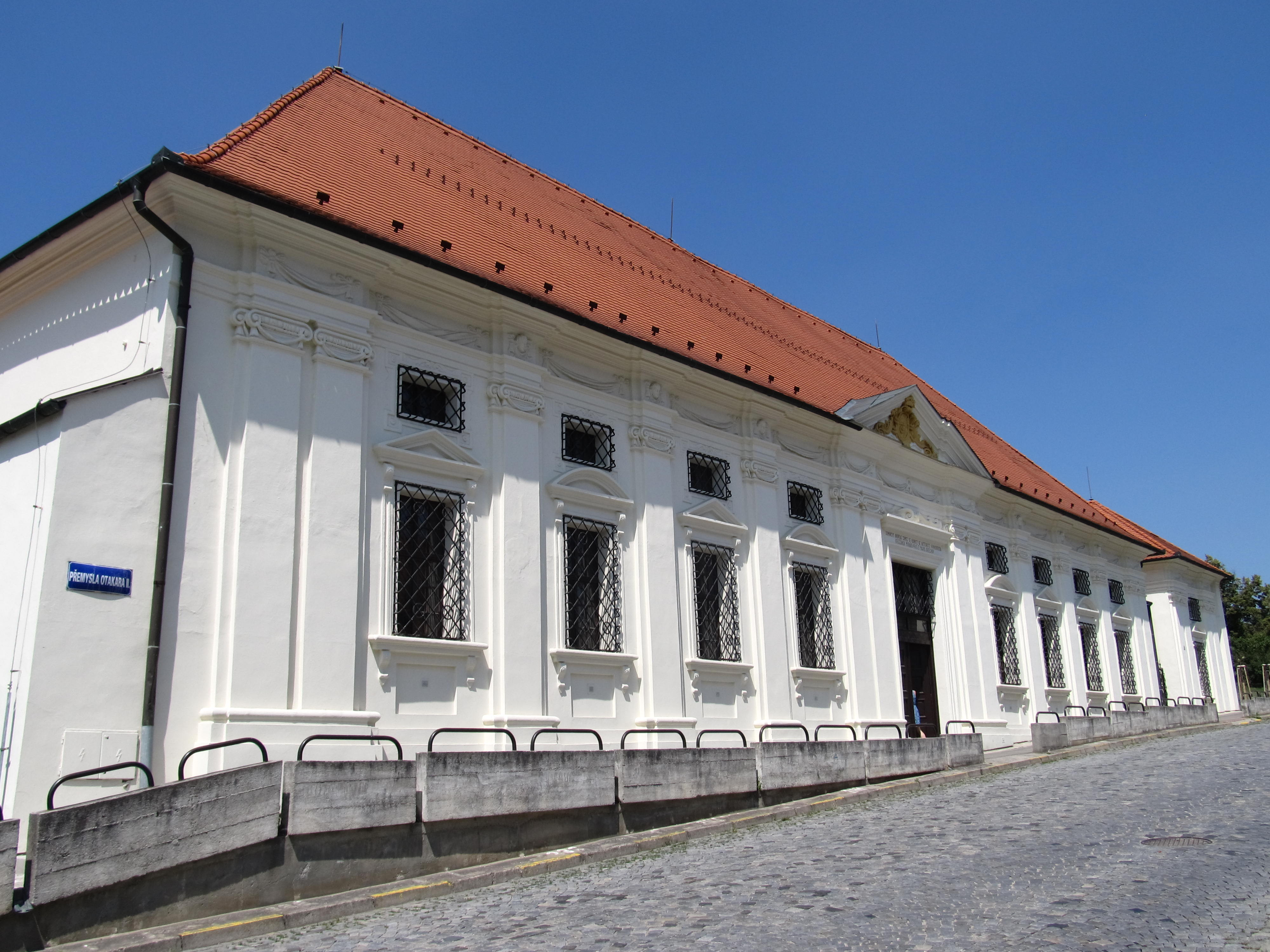
Zámek Uherský Brod
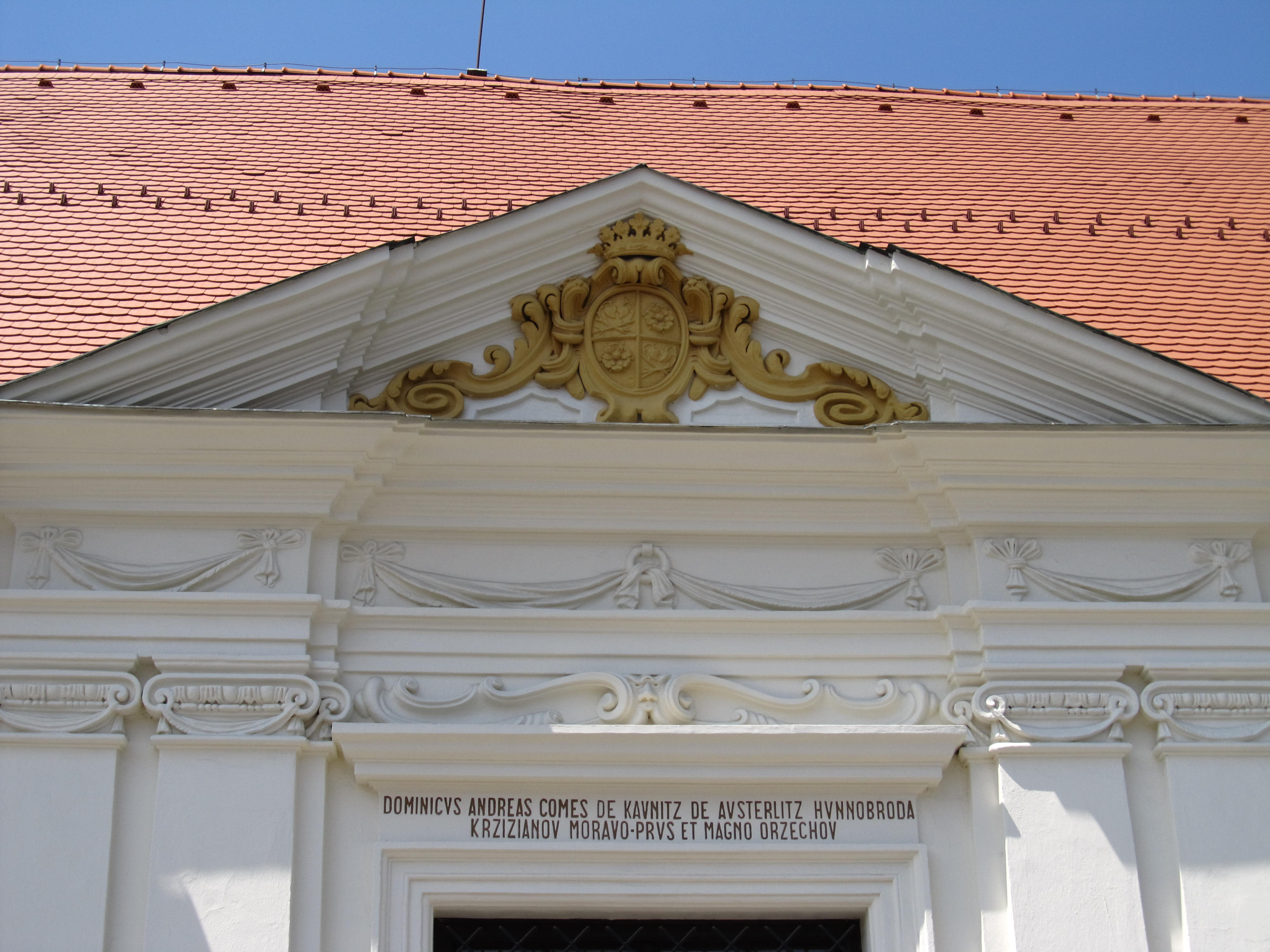
Erb Kouniců na východním průčelí zámku v Uherském Brodě
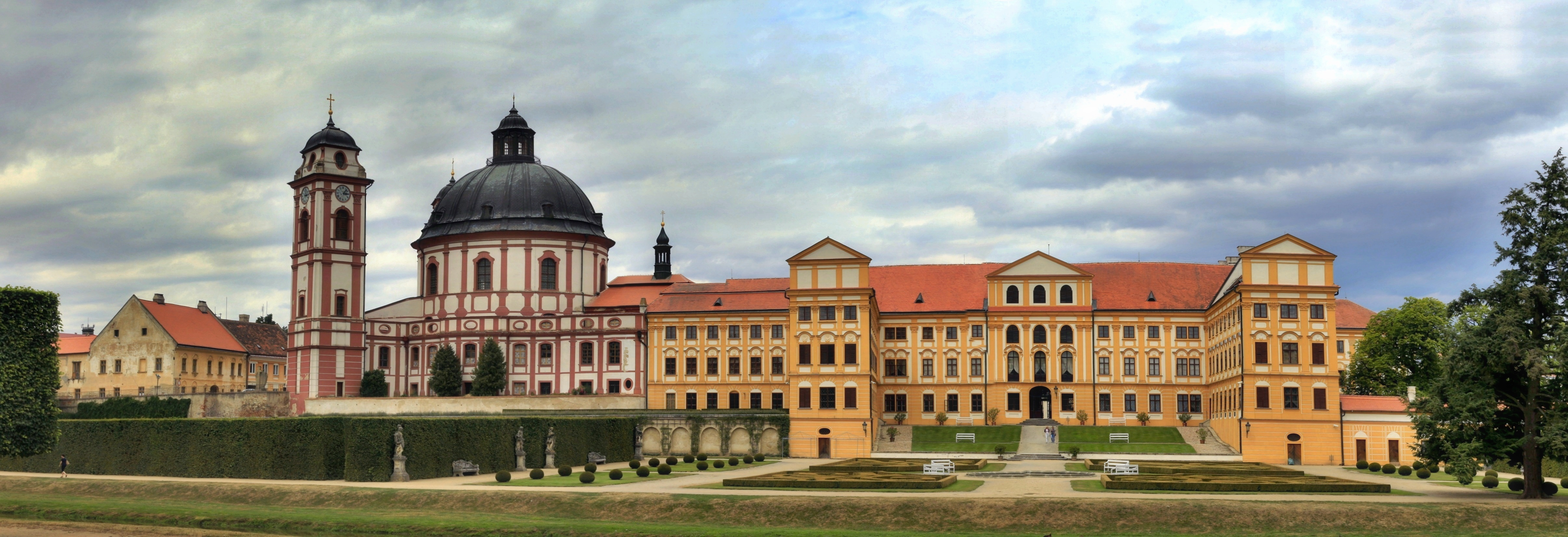
Zámek Jaroměřice nad Rokytnou, majetek Kouniců v letech 1752–1848
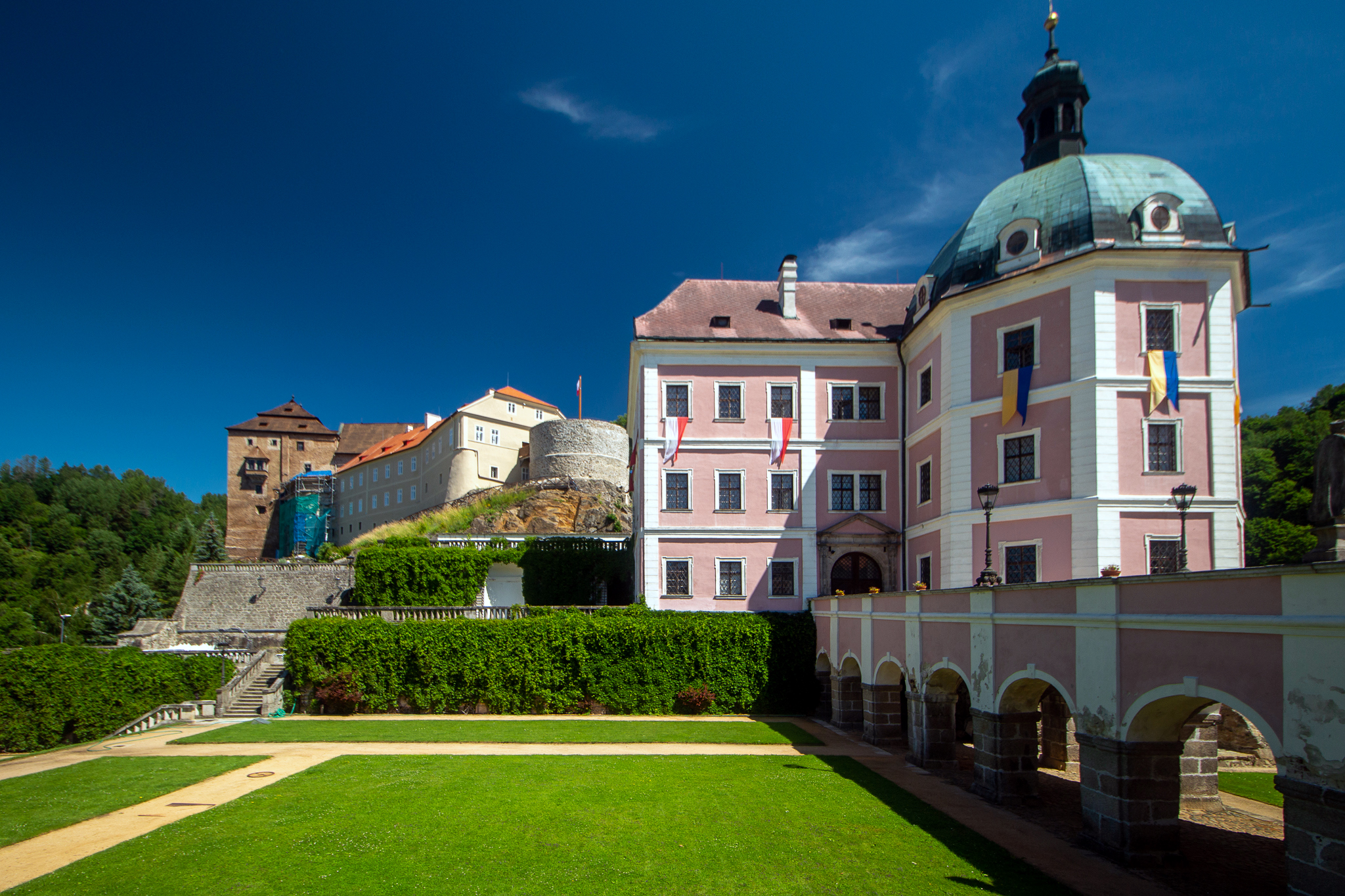
Zámek Bečov nad Teplou, majetek Kouniců 1752–1813
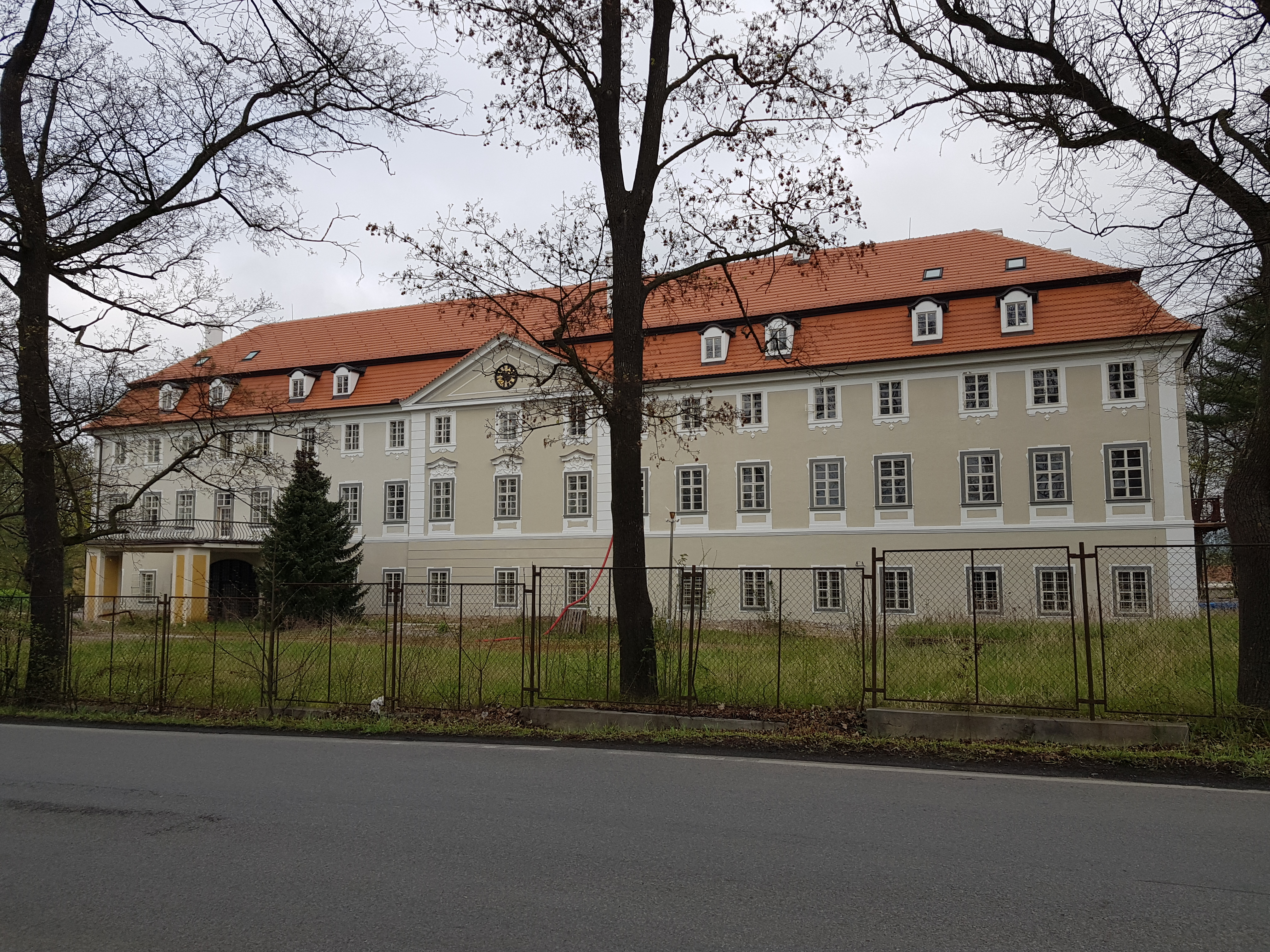
Zámek Osov, sídlo české větve Kouniců 1677–1804
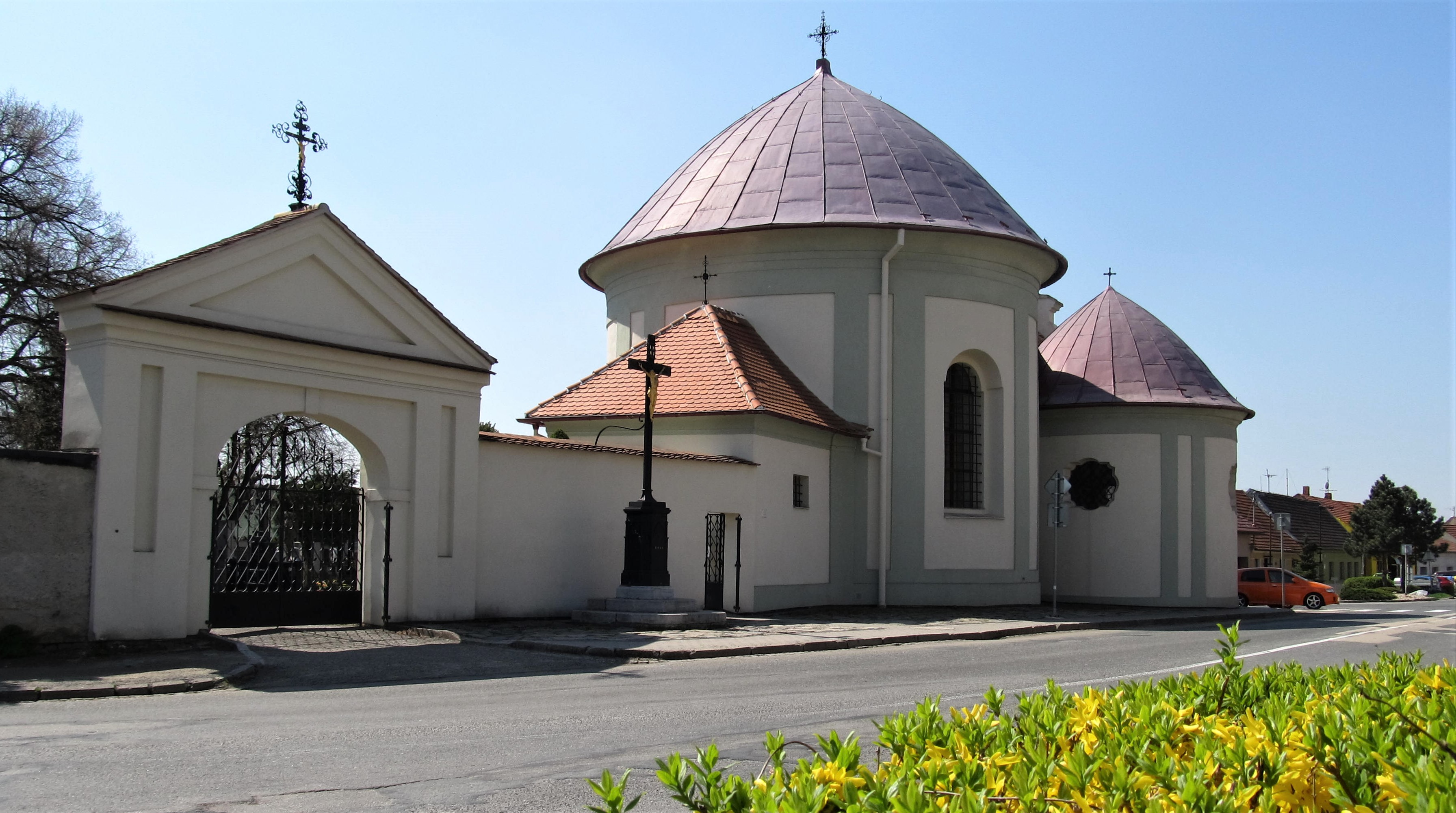
Kaple sv. Jana Křtitele s rodovou hrobkou ve Slavkově u Brna

## Osobnosti
- Oldřich V. z Kounic (1569–1617), královský komorník, stavebník zámku ve Slavkově
- Lev Vilém hrabě z Kounic (1614–1655), nejvyšší sudí na Moravě 1652–1655
- Rudolf z Kounic (1617–1664), nejvyšší lovčí Českého království 1659–1664
- Dominik Ondřej hrabě z Kounic (1654–1705), diplomat, říšský vicekancléř 1696–1705
- Jan Vilém hrabě z Kounic (1656–1721), majitel panství Česká Lípa a Nový zámek
- František Karel hrabě z Kounic (1676–1717), císařský vyslanec ve Vatikánu 1705–1706, biskup v Lublani 1711–1717
- Maxmilián Oldřich hrabě z Kounic-Rietbergu (1679–1746), diplomat, moravský zemský hejtman 1720–1746
- Jan Adolf hrabě z Kounic (1696–1771), hejtman berounského a litoměřického kraje
- Václav Antonín kníže z Kounic-Rietbergu (1711–1794), diplomat, státník, dvorský a státní kancléř 1753–1792, 1764 povýšen na knížete
- Arnošt Kryštof kníže z Kounic-Rietbergu (1737–1797), diplomat, moravský zemský hejtman 1770–1772, nejvyšší dvorský maršálek 1789–1797
- Dominik Ondřej II. kníže z Kounic-Rietbergu (1739–1812), diplomat, nejvyšší štolba císařského dvora 1807–1812
- František Václav hrabě z Kounic-Rietbergu (1742–1825), c.k. polní zbrojmistr, zemský velitel v Haliči a na Moravě
- Josef Klement hrabě z Kounic-Rietbergu (1743–1785), diplomat, vyslanec v Rusku a velvyslanec ve Španělsku
- Alois Václav kníže z Kounic-Rietbergu (1774–1848), diplomat, poslední potomek moravské větve Kouniců
- Eleonora Kounicová (1809–1898), česká vlastenka a mecenáška, osobnost národního obrození
- Albrecht Vincenc hrabě z Kounic (1829–1897), poslanec moravského zemského sněmu, člen rakouské panské sněmovny
- Václav hrabě z Kounic (1848–1913), mecenáš, poslanec českého zemského sněmu a říšské rady

## Majetek rodu v Čechách a na Moravě
- Bečov nad Teplou (1752–1813)
- Březno (1751–1918)
- Česká Lípa (1654–1924)
- Houska (1700–1897)
- Jaroměřice nad Rokytnou (1752–1888)
- Javorná (1752–1813)
- Křižanov (1685–1727)
- Luka nad Jihlavou (1737–1769)
- Nový Zámek (1654–1936)
- Osov (1677–1804)
- Slavkov u Brna (1509–1919)
- Strážnice (1702–1716)
- Uherský Brod (1611–1919)
- Velké Meziříčí (1649–1676)

## Jméno
Stejně jako mnohé ostatní české šlechtické rody byli i Kounicové v německých společenských kruzích známí pod fonetickým přepisem svého jména. České jméno „Kounic“ bylo v těchto kruzích psáno jako „Kaunitz“ a odpovídajícím způsobem vyslovováno. (Podobně jako se jméno Lobkovicové psalo jako „Lobkowitz“ nebo z původního „Vchynský“ vzniklo jméno „Kinský“ apod.). Po získání vestfálského hrabství Rietberg se Kounicové psali „z Kounic a Rietbergu“ (von Kaunitz-Rietberg).

## Erb

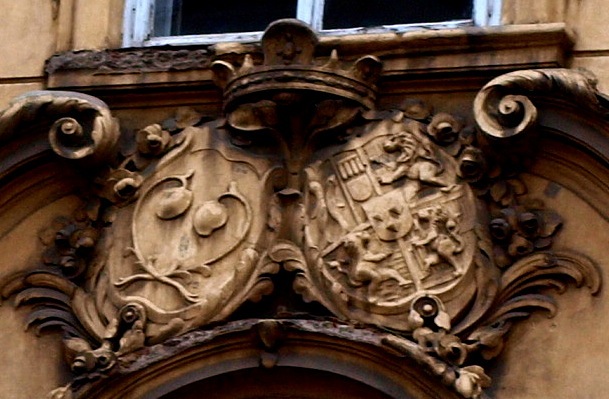
Rodové erby na Kounickém paláci v Praze

V původním znaku nosili dva bílé zkřížené leknínové listy v červeném poli a modré růže na zlatém podkladu podle Sezimů z Ústí. Po povýšení do hraběcího a knížecího stavu do erbu přidali další znaky získaných lén.

## Pohřebiště
- Kounická hrobka pod kaplí sv. Jana Křtitele ve Slavkově u Brna
- Kounická hrobka pod kostelem sv. Barbory v Zahrádkách